# Fusae Ōta

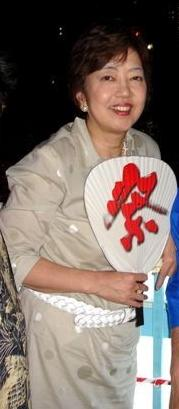
Gouverneurin Ōta beim Tenjin-matsuri 2006.

Fusae Ōta (jap. 太田 房江, Ōta Fusae, gelegentlich von ihr selbst als Ohta romanisiert; eigentlich verheiratet 齊藤 房江, Saitō Fusae; * 2. Juni 1951 in Kure, Präfektur Hiroshima) ist eine japanische Politikerin, Abgeordnete im japanischen Oberhaus für die Präfektur Osaka und ehemalige Gouverneurin von Osaka. Sie war landesweit die erste Frau im Gouverneursamt.
Ōta studierte Wirtschaftswissenschaften an der Universität Tokio. Nach ihrem Abschluss 1976 wurde sie Beamtin im MITI. 1997 verließ sie das Ministerium und wurde stellvertretende Gouverneurin von Okayama. Nach zwei Jahren kehrte sie als Sekretärin des Ministers (大臣官房, daijin kambō) ins MITI zurück.
Nachdem der Gouverneur von Osaka, Knock Yokoyama, 1999 wegen sexueller Belästigung zurücktreten musste, kündigte Ōta ihre Kandidatur an, die von nationaler LDP, DPJ, Kōmeitō und Liberaler Partei unterstützt wurde. Die Wahlen am 6. Februar 2000 gewann sie mit rund 1,4 Millionen Stimmen (45,98 %) gegen Makoto Ajisaka (KPJ-gestützt, 33,99 %), Tatsuo Hiraoka (mit Unterstützung der LDP Osaka, 19,14 %) und Seizō Hideyoshi Hashiba (0,89 %), wobei die Wahlbeteiligung mit 44,5 % ein historisches Tief erreichte. 2004 wurde sie mit zusätzlicher Unterstützung der SDP und 56,18 % der Stimmen wiedergewählt.
Nach einem Finanzskandal um die Fleischfirma Hannan Corp. und Kritik der LDP an gemeinsamen Wahlkampfauftritten mit Oppositionspolitikern der DPJ bei der Bürgermeisterwahl in Osaka verlor Ōta 2007 die Unterstützung von Parteien und Wirtschaftsverbänden. Im Dezember kündigte sie an, 2008 nicht wieder zu kandidieren.
Bei der Oberhauswahl 2013 kandidierte Ōta für die LDP bei der landesweiten Verhältniswahl. Sie erhielt 77.173 Präferenzstimmen und landete damit auf dem 18. LDP-Listenplatz, dem letzten, der für eine Wahl ausreichte. Für die Oberhauswahl 2019 wechselte sie in den Präfekturwahlkreis Osaka, nachdem dort der LDP-Abgeordnete Takuji Yanagimoto 2018 seinen Rückzug zur nächsten Wahl erklärt hatte. Mit 16 % der Stimmen hinter drei Kandidaten von Nippon Ishin no Kai und Kōmeitō, aber rund fünf Prozentpunkten Vorsprung auf die Kandidaten der Mitte-links-Opposition gewann sie den vierten der vier Sitze Osakas.
Von 2015 bis 2016 war Ōta für das umgebildete dritte Kabinett Abe Staatssekretärin  (daijin seimukan) im Sozial- und Arbeitsministerium.